# Göran Bronner
Nils Göran Bronner, född 20 februari 1962 i Hässelby församling i Stockholm, är en svensk finansman och ekonom. 
Göran Bronner har en ekonomexamen från Stockholms Universitet. Bronner började vid SEB som trainee 1984. Två år senare blev han valutahandlare på SEB Trading & Capital Markets Division. 1988 flyttade Bronner till SEB i London, först som chef för valutahandel och 1991 som tradingchef. Han återvände till Stockholm 1992, återigen som tradingchef och 1995 tillträdde han som chef för SEB:s Global Foreign Exchange avdelning innan han flyttade till Singapore 1997 som chef SEB i Singpore.
År 2000 lämnade Bronner SEB och startade fondbolaget Tanglin. En andra fond, Tangent, startades 2007.
I mars 2009 tillträdde Göran Bronner tjänsten som koncernövergipande riskchef för Swedbank och i augusti 2011 blev han koncernfinanschef. 
I februari 2015 tilldelade Estlands president Göran Bronner utmärkelsen Terra Mariana-korsets orden. Bronner fick den för att ha bidragit till att säkra konkurrenskraften inom den finansiella sektorn i Estland och de andra baltiska länderna under finanskrisen. 
Han utpekades som en framtida VD för Swedbank men har också kritiserats för privata fastighetsaffärer med risk för jävsituation mot Swedbank, tveksam handel med privata aktier i Swedbank och stort risktagande. Några veckor efter Michael Wolfs avsked från Swedbank valde även Göran Bronner att avsluta sin anställning på Swedbank i mars 2016.